# Speed Caravan
Speed Caravan est un groupe français de musiques du monde, mêlant rock, musique arabo-andalouse et musique électronique.

## Histoire
Le groupe est formé en 2005 par le musicien d'origine algérienne Mehdi Haddab à l'oud électrique et de Pascal « Pasco » Teillet à la basse. Ils sont rejoints plus tard par  Hermione Frank aux percussions électronique qui jouait avec Medhi Haddab dans le groupe Ekova. Concernant la formation du groupe, Mehdi Haddab explique : « au départ, on a monté ce trio pour avoir un répertoire ensemble. C’était il y a trois ans et cela correspond au moment où j’ai commencé à jouer systématiquement du luth électrique … À cette période, avec Pasco on se voyait plusieurs soirs par semaine, on bossait parfois jusqu’à neuf heures du matin, on faisait la fête, on faisait de la musique…On s’est attrapés comme ça tous les deux et on a construit un truc dans ce tourbillon de création. C’est aussi pour cela que le projet s’appelle Speed Caravan. Comme une accélération… »
Outre ses compositions, Speed Caravan reprend aussi bien des morceaux arabo-andalous du XIVe siècle modernisés que des titres des Cure ou des Chemical Brothers. Le groupe a joué à plusieurs reprises au festival des Solidays en 2006 et 2007. Leur premier album Kalashnik Love sort en 2008 et voit la contribution de nombreux artistes tels que MC Spex de Asian Dub Foundation, Rachid Taha ou Rodolphe Burger,. Cette même année, ils jouent au festival Fnac Indétendances à Paris Plage en 2008 en première partie de Keziah Jones.
Le groupe publie son nouvel album, Big Blue Desert, en 2016, qui rend hommage aux guitar heroes des années 1970 Jeff Beck et Jimmy Page, qui ont bercé l'enfance de Mehdi Haddab. Hamdi Benani décède en 2020 emporté par le Covid-19. Un an plus tard, en 2021, le groupe sort l'album Nuba Nova.

## Discographie
- 2008: Kalashnik Love, (Newbled Records)
- 2016: Big Blue Desert, (World Village)
- 2021: Nuba Nova, (Buda Musique)